# بارون واکا
بارون واکا (انگلیسی: Baron Waqa؛ زادهٔ ۳۱ دسامبر ۱۹۵۹) سیاست‌مدار اهل نائورو است.
وی از سال ۲۰۱۳ تاکنون رییس‌جمهور نائورو، از سال ۲۰۰۴ تا ۲۰۰۷ وزیر آموزش و از سال ۲۰۰۳ عضو پارلمان نائورو بوده است.